# حسن حمود
حسن حمود غليم الجمالي (من مواليد 5 أكتوبر 1986) هو لاعب كرة قدم عراقي محترف يلعب في خط الوسط في الدوري الممتاز العراقي مع نادي نفط ميسان والمنتخب العراقي.

## المساركة الدولية
في 26 نوفمبر 2019، خاض حمود أول مباراة دولية له مع العراق ضد قطر في كأس الخليج العربي 24.

## روابط خارجية
- حسن حمود على فرق كرة القدم الوطنية.كوم